# Astomaspis annulator
Astomaspis annulator är en stekelart som först beskrevs av André Seyrig 1952.  Astomaspis annulator ingår i släktet Astomaspis och familjen brokparasitsteklar. Inga underarter finns listade.